# L.A. Guns
L.A. Guns  é uma banda de hard rock de Los Angeles, Califórnia. A fusão dessa banda com a Hollywood Rose deu origem ao Guns N' Roses.

## Biografia

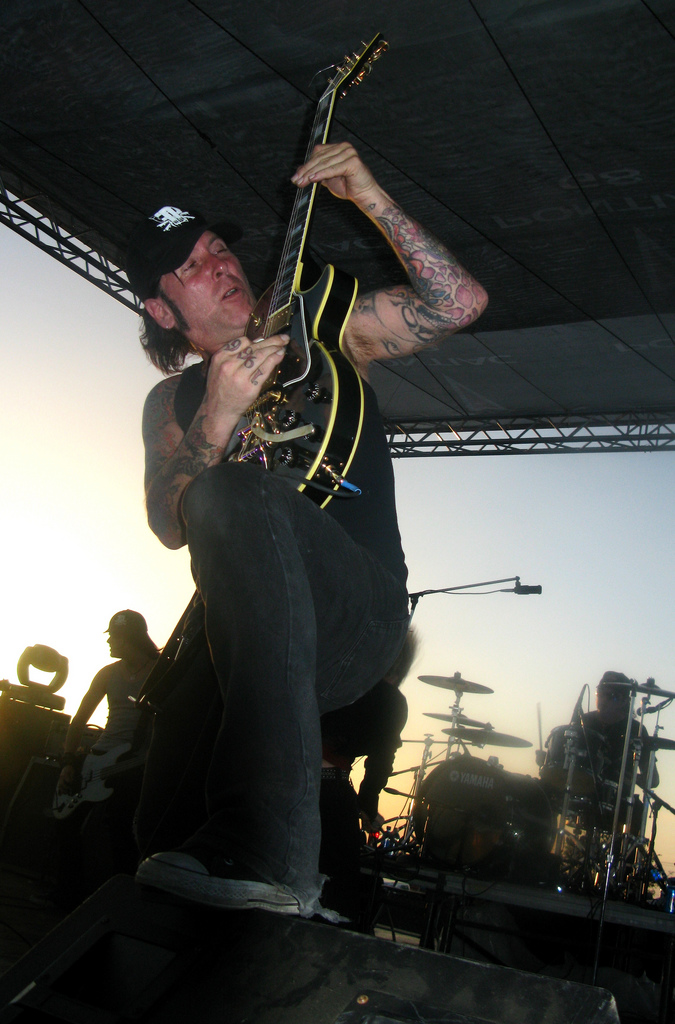
Tracii Guns em 2008

Los Angeles, 1983. O guitarrista Tracii Guns deu forma aos L.A. Guns com Axl Rose (vocalista), Ole Beich (baixo), e Rob Gardner (bateria). Axl saiu da banda para formar o Hollywood Rose e foi substituído mais tarde por Michael Jagosz.
Em 1984 Tracii e Rob saem do L.A. Guns para reformar com Axl os Guns N' Roses (de Tracii Guns & Axl Rose) e o L.A. Guns acaba. Tracii deixou os Guns n’ Roses porque não gostou da orientação musical e do fato de reformarem a sua própria banda.
Depois de retomarem as atividades o L.A. Guns ficou formado então por Paul Black (vocalista) & Mick Cripps (baixo), Nickey Alexander (bateria) e Tracii Guns. Mais tarde juntou-se a eles o guitarrista do Dogs D’Amour, Robert Stoddard. Paul "Mars" Black foi dispensado (devido ao seu problema de drogas), sendo substituído por Phil Lewis, que vinha de uma banda Britânica, Girl (do Def Leppard Phil Collen). Gravaram então o seu primeiro álbum auto-intitulado ‘L.A. Guns’, lancado em 1988 pela Polygram (Vertigo/Polydor) Records. Alexander foi substituído pelo baterista anterior Steve Riley, do WASP (que ainda fez esta tour com eles) e este lineup manteve-se até 1992. O álbum acolhe os singles "One More Reason" e "Sex Action" e muitos outros clássicos do L.A. Guns.
Em 1989, lançaram o segundo álbum, intitulado "Cocked & Loaded", que continha o smash hit de rádio e vídeo, "The Ballad of Jayne" que levou o álbum a platina (mais de 1 milhão de exemplares vendidos na América). O álbum continha também os hits "Never Enough" e "Rip & Tear". A banda fez também dois VHS, que coincidiram com estes dois álbuns, "One More Reason" (1989) e "Love, Peace, & Geese" (1990).
Em 1991, saiu o terceiro álbum, intitulado "Hollywood Vampires". O álbum continha dois grandes hits, "Kiss My Love Goodbye" e "It’s Over Now", mas não atingiu a platina de "Cocked & Loaded". Também em 1991, Tracii Guns participou do supergrupo "Contraband" com membros do Ratt, Shark Island, MSG, e Vixen.
Em 1992, o L.A. Guns lançam um EP de 5 canções intitulado "Cuts" e foi por esta altura que Steve Riley foi substituído pelo baterista Michael "Bones" Gershima, para o EP e para o seu álbum de 1994, "Vicious Circle". Steve Riley voltou então à banda na altura da tour do "Vicious Circle". Após este álbum o L.A. Guns foi retirado dos registros da Polygram (Vertigo/Polydor) Records. Phil Lewis e Mick Cripps saíram da banda.
Em 1995, Tracii, Kelly, e Steve recrutaram o vocalista "Roxy" Chris Van Dahl, e um amigo deste, Johnny Crypt, para guitarrista (estando ambos numa banda chamada Boneyard naquela altura). Seis meses em sessões de gravação, Kelly saiu da banda e Johnny pediu para tocar baixo, para que a banda evitasse ter que procurar um outro membro. Ainda neste ano foi lançada no Japão uma compilação dos seus hits, "Hollywood-A-Go-Go".
Em 1996, o novo L.A. Guns lançou o seu sexto álbum, "American Hardcore", já com nova editora, CMC International Records. Este álbum novo, construído numa música mais pesada, e começado em "Vicious Circle", mostrou uma imagem mais pesada e dark da banda. Estiveram em tour durante todo 1996 e ainda gravaram um álbum somente para o Japão, "Hollywood Rehearsals", com os antigos membros Mick e Kelly. Em 1997, Chris foi substituído pelo vocalista Ralph Saenz da banda The Atomic Punks. Tracii, Steve, Johnny, e Ralph continuaram em tourné nesse ano.
Em 1998 saiu um novo EP, "Wasted", que levou a banda a nova tour "Rock Never Stops Tour". Depois desta, Ralph saiu para fundar a sua própria banda, deixando a Tracii a tarefa de arranjar um novo vocalista. O escolhido foi então Jizzy Pearl da banda Love/Hate. Nesse mesmo ano partiram imediatamente para tourne.
Em 1999 foi lançado "Shrinking Violet", através da gravadora Perris Records, sendo esse período marcado pela saída de Johnny. Foi então que Tracii e Steve falaram com os antigos membros, Phil Lewis, Kelly Nickels, e Mick Cripps sobre um álbum de reunião e uma tour, e quando o álbum se transformou em realidade, "Greatest Hits & Black Beauties", continha os cinco membros originais da banda juntos em gravação. Foi então lançado nesse mesmo ano.
O L.A. Guns acabou em outubro de 1999. Gravaram nesse ano um álbum ao vivo na sua cidade natal de Hollywood, lançado em 2000, chamado "Live: A Night On The Strip". Na tour de verão em 2000, Mick e Kelly não ficaram na banda. Mick foi então substituído pelo guitarrista Brent Muscat e Kelly pelo baixista Muddy. A banda regravou também, em agosto de 2000, o álbum "Cocked & Loaded", que mudou de nome para "Cocked & Re-Loaded".
Nesta altura, Mick Cripps tornou a voltar para a banda (depois de Brent a ter abandonado) em 2000 para gravar o novo álbum intitulado "Man In The Moon", que foi lançado através da Spitfire Records em Abril de 2001. Muddy deixou a banda depois de uma pequena tour de promoção do álbum e foi substituído pelo baixista Adam Hamilton para a tourné de Inverno de 2001, "Man In The Moon Tour".
Tracii, Phil, Steve, e Adam juntaram-se ao guitarista Keff Ratcliffe e preparam o seu oitavo álbum de estúdio de longa duração, intitulado "Waking The Dead", com a marca da Spitfire Records.

## Integrantes
- Tracii Guns – guitarra
- Phil Lewis – vocal, guitarra
- Johnny Martin – baixo, backing vocal
- Ace Von Johnson – guitarra, backing vocal
- Scot Coogan - bateria